# Molpegrunden
Molpegrunden eller Norrigrunden är en ö i Finland. Den ligger i Norra kvarken och i kommunen Korsnäs i den ekonomiska regionen  Vasa i landskapet Österbotten, i den västra delen av landet. Ön ligger omkring 34 kilometer sydväst om Vasa och omkring 370 kilometer nordväst om Helsingfors.
Öns area är 60,1 hektar och dess största längd är 1,2 kilometer i nord-sydlig riktning.
Molpegrunden tillhör precis som Molpehällorna byn Molpe på fastlandet.
Inlandsklimat råder i trakten. Årsmedeltemperaturen i trakten är 3 °C. Den varmaste månaden är augusti, då medeltemperaturen är 16 °C, och den kallaste är januari, med −10 °C.